# Horní Luby (zámek)
Zámek Horní Luby stával na návrší zčásti obklopeném areálem golfového hřiště, na jihovýchodním okraji vsi Horní Luby, části města Luby.

## Historie
Zámek nechal v letech 1604–1608 vystavět svobodný pán Heinrich von Pissnitz (uváděn také jako Jan František Ferdinand z Písnice), v jehož majetku bylo panství Luby od roku 1597. Tehdy jej za 12 000 tolarů odkoupil od císaře Rudolfa II. Za dalších příslušníků roku byl zámek několikrát přestavěn. Ve vlastnictví Pissnitzů zůstal až přibližně do poloviny 18. století, kdy jej odkoupili Selbové. Od nich panství v roce 1791 odkoupili Hoyerové, následně Korbové a okolo roku 1800 jsou jako majitelé uváděni sedláci a chebští měšťané. Dne 29. května 1816 či 3. prosince 1818 panství odkoupil generálmajor Franz Ritter von Rousseau. Od něho jej roku 1829 koupil Oswald Georg Wilhelm, majitel panství Skalná, ovšem už v roce 1832 se panství Luby vrací do majetku Franze Rittera. Roku 1839 mění majitele znovu, tentokrát se jím stal Josef Carl Starck. Po jeho smrti přešel zámek na Alexandera Edlena. V roce 1866, během prusko-rakouské války, na zámku pobývali pruští husaři a dělostřelci. V roce 1891 Alexander zemřel a zámek připadl jeho manželce-vdově.
V roce 1897 se Alexanderovi potomci rozhodli panství prodat a to přešlo do majetku Arthura von Rosenkranze, jenž nechal zámek přestavět do podoby známé ještě z doby před druhou světovou válkou. V roce 1902 zámek získal hrabě Boos-Waldek, který provedl rozsáhlé úpravy zámeckého parku, kde mimo jiné nechal vybudovat skleník. V následujících letech musel z dosud neznámého důvodu panství opustit. Novými majiteli se stali Jan a Vilemína Novákovi, ovšem z důvodu jejich špatné ekonomické situace přešel zámek do dražby, kde jej na začátku roku 1910 zakoupil Lorenz Hauser z Mnichova, ovšem v srpnu téhož roku jej prodal saskému generálu Oskaru von Ehrenthalovi. Do konce druhé světové války zůstal ve vlastnictví Ehrenthalů. Dne 6. května 1945 se na zámku usadila americká armáda. V prosinci téhož roku Luby opustila a s nimi odešla i Elizabeth von Ehrenthal, vdova po Oskarovi. Po odchodu armády provedla Místní správní komise pod vedením tajemníka Eduarda Dubna soupis veškerého zařízení zámku a to bylo na počátku 1946 odvezeno do Prahy.
Až do počátku padesátých let 20. století nebyl zámek využíván. Poté prošel úpravami pro potřeby ústavu pro narušenou mládež. Už o dva roky později přešel do správy Ministerstva vnitra a sloužil jako ubytovna pro vojáky Pohraniční stráže střežící hranice s Německou demokratickou republikou. Po výstavbě nové ubytovny přímo v Horních Lubech zámek převzal Státní statek Skalná, kterému sloužilo jako skladiště. Neudržovaný zámek velice rychle chátral, došlo k propadnutí stropů a bylo rozhodnuto o jeho demolici. Nakonec došlo jen ke stržení bočních křídel, ovšem zbývající část zámku byla poškozena požárem střechy. V roce 1991 zchátralé torzo zámku odkoupil pánové Karel Hemr a Jaroslav Peterka z Karlových Varů.
V roce 2016 se započalo s demolicí zbytků trosek zámku.

## Dostupnost
Přímo k zámku vede neznačená odbočka alejí z trasy NS Lubsko, procházející okrajem golfového hřiště. Pod návrším pak prochází silnice II/212 od Lub na hraniční přechod Luby/Wernitzgrün a červená turistická značka taktéž od Lub, ale směrem na Vysoký kámen.